# フィッシュ・ゴー・ディープ
フィッシュ・ゴー・ディープ(Fish Go Deep) はアイルランドのコーク出身のGreg DowlingとShane Johnsonの二人によるハウス音楽のDJコンビの名前。
1988年に彼らはその活動を開始し、コークのクラブ、Sir Henry'sにおいてSweatと呼ばれるパーティーを毎週末に始めた。このイベントは多くの海外のDJをアイルランドに招聘し、国内のクラバー達に紹介した。現在のアイルランドの若い世代のDJの多くがこのパーティーを体験したことにより彼らを目指して音楽の道へと進むこととなった。また、彼ら自身もDJであり、またプロデューサーとしても多くのディープ・ハウス・シングルを彼ら自身のレーベル "Go Deep" レーベルからリリースした。 
2003年に彼らはコーク出身のシンガー、Tracey K (Tracey Kelleher）をボーカリストに迎えて全面に彼女のボーカルをフィーチャーしたアルバム "Lil' Deep" を制作する。当初はアイルランド国外では、ディープハウスのマニアの間でのみ話題となっていたが、シングル "The Cure & the Cause" が翌年にリリースされ、さらにしばらくしてからこのシングルがいくつかのリミックスと共にDefectedレーベルから再リリースされたことにより世界的な大ヒットとなり、2006年最も注目されたダンス・シングルの一つとなる（ダンスチャート全英1位、一般チャートでも23位まで上昇する）。
彼らは引き続きコークで "Go Deep" と呼ばれるパーティーをクラブ "Fast Eddies" にて毎週末に開催している。